# ولاد زيد الغربية (ولاد زيد الغربية)
ولاد زيد الغربية هو دُوَّار يقع بجماعة بومعيز، إقليم سيدي سليمان، جهة الرباط سلا القنيطرة في المملكة المغربية. ينتمي الدوّار لمشيخة ولاد زيد الغربية التي تضم 5 دواوير. يقدر عدد سكانه بـ 1402 نسمة حسب الإحصاء الرسمي للسكان والسكنى لسنة 2004.

## روابط خارجية
- البوابة الوطنية للجماعات الترابية
- المندوبية السامية للتخطيط